# Hydrelia undularia
Hydrelia undularia là một loài bướm đêm trong họ Geometridae.